# Вяжи (Орловская область)
Вя́жи — упразднённое село в Новосильском районе [Орловская область|Орловской области]] России.

## География
Расположено по обеим берегам реки Зуши на северо-западе в 7 км от Новосиля.

## История
Название произошло от слова вежа. Означает примитивное переносное или постоянное жилище (дом, крепость, башня, шалаш, юрта). Слово встречается у разных народов (и у народов Севера, на Украине, в Белоруссии, и у южных народов Хазар) и имеет одинаковое смысловое значение. Впервые упоминается в росписи сторож, высылавшихся для предупреждения татарских набегов из города Новосиля (10-я сторожа на малых Вежках). Деревня Верхние Вяжи упоминается в Дозорной книге Новосильского уезда (ДКНУ) за 1614-1615 гг., а в Писцовой книге Новосильского уезда (ПКНУ) за 1646 уже как село с церковью. До 1852 года храм был деревянный. Каменный Дмитриевский храм во имя св. Димитрия Солунского построили рядом с деревянным в 1852 году на средства прихожан. Приход состоял из самого села, сельца Измайлово, деревни Подберёзово (позднее входившая в Прудовской приход Николаевской церкви). В настоящее время село разделено на две самостоятельные административные единицы: село Вяжи-Заверх (административный центр Вяжевского сельского поселения) и село Вяжи-Заречье. 

## Население
В 1857 году в селе Вяжи насчитывалось 1760 крестьян казённого ведомства (крепостных государственных).. В 1915 году — 2473 человека и 319 дворов. По переписи 2010 года общая численность (с. Вяжи-Заверх и с. Вяжи-Заречье) составила 296 человек .